# Risa Shimizu (calciatrice)
Risa Shimizu (清水 梨紗?, Shimizu Risa; Prefettura di Hyōgo, 15 giugno 1996) è una calciatrice giapponese, difensore del Manchester City della nazionale giapponese.

## Carriera

### Club
Shimizu si appassiona al calcio fin da giovanissima, giocando fin dall'età di sei anni prima di iniziare il percorso scolastico e proseguendo l'attività negli istituti che frequentò fino al 2009, anno in cui si trasferisce al Nippon TV Menina, academy di calcio dell'allora Nippon TV Beleza e giocando nelle sue formazioni giovanili.
Dal 2013 è inserita in rosa con la squadra titolare, che dall'anno successivo cambia denominazione in Nippon TV Beleza, debuttando così in Nadeshiko League Division 1, livello di vertice del campionato giapponese. Negli anni che seguirono vince per quattro volte consecutive il campionato, ottenendo anche due double e un treble campionato-coppa-League Cup nella stagione 2018.
Nell'estate 2022 decide di affrontare la sua prima stagione all'estero, firmando un contratto biennale con il club inglese club inglese West Ham, per disputare la Women's Super League primo livello, professionistico, dell campionato inglese di categoria, raggiungendo la compagna di nazionale Honoka Hayashi in arrivo dall'AIK. A disposizione del tecnico Paul Konchesky fa il suo debutto in WSL il 18 settembre, alla prima partita della stagione della squadra londinese (seppure fosse la 2ª giornata della WSL) scendendo in campo da titolare nella vittoria interna per 1-0 sull'Everton.. In seguito Konchesky continua a darle piena fiducia, affermandosi rapidamente come giocatrice chiave della sua squadra, sempre titolare in tutti i 22 incontri di campionato, e giocando tutte le restanti partite, tranne una (W Cup), tra Women's Cup e League Cup totalizzando 28 presenze complessive, seconda tra le presenze assieme ad altre quattro compagne nella stagione 2022-2023. Rimasta inamovibile nel suo ruolo anche dopo l'avvicendamento sulla panchina della squadra con Rehanne Skinner per la stagione 2023-2024, segna la sua prima rete per il club il 21 gennaio 2024, all'11ª giornata di WSL, riequilibrando provvisoriamente l'incontro casalingo con il Tottenham, vinto poi dalle avversarie per 4-3. Alla scadenza del contratto decide di non rinnovare l'impegno con il club, lasciando il West Ham con un tabellino di 54 presenze complessive.

## Statistiche

### Presenze e reti nei club
Statistiche (parziali) aggiornate al 18 maggio 2024.
| Stagione        | Squadra         | Campionato      | Campionato | Campionato | Coppe nazionali | Coppe nazionali | Coppe nazionali | Coppe continentali | Coppe continentali | Coppe continentali | Altre coppe | Altre coppe | Altre coppe | Totale | Totale | Totale |
| Stagione        | Squadra         | Comp            | Pres       | Reti       | Comp            | Pres            | Reti            | Comp               | Pres               | Reti               | Comp        | Pres        | Reti        | Pres   | Reti   |        |
| --------------- | --------------- | --------------- | ---------- | ---------- | --------------- | --------------- | --------------- | ------------------ | ------------------ | ------------------ | ----------- | ----------- | ----------- | ------ | ------ | ------ |
| 2022-2023       | West Ham        | WSL             | 22         | 0          | CI              | 1               | 0               | -                  | -                  | -                  | CL          | 5           | 0           | 28     | 0      |        |
| 2023-2024       | West Ham        | WSL             | 22         | 1          | CI              | 1               | 0               | -                  | -                  | -                  | CL          | 3           | 0           | 26     | 1      |        |
| Totale West Ham | Totale West Ham | Totale West Ham | 44         | 1          | -               | 2               | 0               | -                  | -                  | -                  | -           | 8           | 0           | 54     | 1      |        |
| 2024-2025       | Manchester City | WSL             | -          | -          | CI              | -               | -               | UWCL               | -                  | -                  | CL          | -           | -           | 26     | 1      |        |
| Totale carriera | Totale carriera | Totale carriera | .          | .          | -               | .               | .               | -                  | .                  | .                  | -           | .           | .           | .      | .      |        |

### Cronologia presenze e reti in nazionale
| Cronologia completa delle presenze e delle reti in nazionale ― Giappone | Cronologia completa delle presenze e delle reti in nazionale ― Giappone | Cronologia completa delle presenze e delle reti in nazionale ― Giappone | Cronologia completa delle presenze e delle reti in nazionale ― Giappone | Cronologia completa delle presenze e delle reti in nazionale ― Giappone | Cronologia completa delle presenze e delle reti in nazionale ― Giappone | Cronologia completa delle presenze e delle reti in nazionale ― Giappone | Cronologia completa delle presenze e delle reti in nazionale ― Giappone |
| Data                                                                    | Città                                                                   | In casa                                                                 | Risultato                                                               | Ospiti                                                                  | Competizione                                                            | Reti                                                                    | Note                                                                    |
| ----------------------------------------------------------------------- | ----------------------------------------------------------------------- | ----------------------------------------------------------------------- | ----------------------------------------------------------------------- | ----------------------------------------------------------------------- | ----------------------------------------------------------------------- | ----------------------------------------------------------------------- | ----------------------------------------------------------------------- |
| 28-2-2018                                                               | Algarve                                                                 | Giappone                                                                | 2 – 6                                                                   | Paesi Bassi                                                             | Algarve Cup 2018                                                        | -                                                                       |                                                                         |
| 2-3-2018                                                                | Algarve                                                                 | Giappone                                                                | 2 – 1                                                                   | Islanda                                                                 | Algarve Cup 2018                                                        | -                                                                       |                                                                         |
| 5-3-2018                                                                | Algarve                                                                 | Giappone                                                                | 2 – 0                                                                   | Danimarca                                                               | Algarve Cup 2018                                                        | -                                                                       |                                                                         |
| 7-3-2018                                                                | Algarve                                                                 | Giappone                                                                | 0 – 2                                                                   | Canada                                                                  | Algarve Cup 2018                                                        | -                                                                       |                                                                         |
| 1-4-2018                                                                | Nagasaki                                                                | Giappone                                                                | 7 – 1                                                                   | Ghana                                                                   | Amichevole                                                              | -                                                                       |                                                                         |
| 10-4-2018                                                               | Amman                                                                   | Giappone                                                                | 0 – 0                                                                   | Corea del Sud                                                           | Coppa d'Asia 2018                                                       | -                                                                       |                                                                         |
| 13-4-2018                                                               | Amman                                                                   | Giappone                                                                | 1 – 1                                                                   | Australia                                                               | Coppa d'Asia 2018                                                       | -                                                                       |                                                                         |
| 17-4-2018                                                               | Amman                                                                   | Giappone                                                                | 3 – 1                                                                   | Cina                                                                    | Coppa d'Asia 2018                                                       | -                                                                       |                                                                         |
| 20-4-2018                                                               | Amman                                                                   | Giappone                                                                | 1 – 0                                                                   | Australia                                                               | Coppa d'Asia 2018                                                       | -                                                                       |                                                                         |
| 10-6-2018                                                               | Wellington                                                              | Nuova Zelanda                                                           | 1 – 3                                                                   | Giappone                                                                | Amichevole                                                              | -                                                                       |                                                                         |
| 26-7-2018                                                               | Kansas City                                                             | Stati Uniti                                                             | 4 – 2                                                                   | Giappone                                                                | Tournament of Nations 2018                                              | -                                                                       |                                                                         |
| 29-7-2018                                                               | East Hartford                                                           | Giappone                                                                | 1 – 2                                                                   | Brasile                                                                 | Tournament of Nations 2018                                              | -                                                                       |                                                                         |
| 2-8-2018                                                                | Bridgeview                                                              | Giappone                                                                | 0 – 2                                                                   | Australia                                                               | Tournament of Nations 2018                                              | -                                                                       |                                                                         |
| 16-8-2018                                                               | Palembang                                                               | Giappone                                                                | 2 – 0                                                                   | Thailandia                                                              | Giochi asiatici                                                         | -                                                                       |                                                                         |
| 21-8-2018                                                               | Palembang                                                               | Giappone                                                                | 7 – 0                                                                   | Vietnam                                                                 | Giochi asiatici                                                         | -                                                                       |                                                                         |
| 25-8-2018                                                               | Palembang                                                               | Giappone                                                                | 2 – 1                                                                   | Corea del Nord                                                          | Giochi asiatici                                                         | -                                                                       |                                                                         |
| 28-8-2018                                                               | Palembang                                                               | Giappone                                                                | 2 – 1                                                                   | Corea del Sud                                                           | Giochi asiatici                                                         | -                                                                       |                                                                         |
| 31-8-2018                                                               | Palembang                                                               | Giappone                                                                | 1 – 0                                                                   | Cina                                                                    | Giochi asiatici                                                         | -                                                                       |                                                                         |
| 11-11-2018                                                              | Tottori                                                                 | Giappone                                                                | 4 – 1                                                                   | Norvegia                                                                | Amichevole                                                              | -                                                                       |                                                                         |
| Totale                                                                  |                                                                         | Presenze                                                                | 19                                                                      |                                                                         | Reti                                                                    | 0                                                                       |                                                                         |

## Palmarès

### Club
- Campionato giapponese: 4

Nippon TV Beleza: 2016, 2017, 2018, 2019
- Coppa dell'Imperatrice: 3

Nippon TV Beleza: 2014, 2017, 2018
- Nadeshiko League Cup: 2

Nippon TV Beleza: 2016, 2018

### Nazionale
- Coppa d'Asia: 1

2018